# كسرة (الحسكة)
كسرة (كسرى) قرية سورية تتبع لناحية أبو راسين في منطقة رأس العين بمحافظة الحسكة. تقع شمال شرق مدينة رأس العين بحوالي 23 كيلومترًاو2 كلم عن الحدود السورية التركية، يبلغ ارتفاعها عن سطح البحر نحو 380 مترًا. يمر غربها وادي الزركان وهو أحد روافد نهر الخابور، اعمارها يعود إلى الربع الثاني من القرن العشرين. سكانها عشيرة البوسالم من قبيلة حرب ، يعمل سكان القرية في الزراعة، حيث يزرعون المحاصيل، والخضروات، يوجد في القرية مسجد ومدرسة ابتدائية وثانوية ومركز اتصالات وسوق صغير يقدم الكثير من الخدمات.